# Ватиспило
Ватиспило (грч. Βαθύσπηλο) је насељено место у општини Доксат у периферији Источна Македонија и Тракија, Грчка. Према попису из 2021. године било је 174 становника.
Према бугарском географу и историчару, Василу Канчову, у Ватиспилу је 1900. године живело 450 Турака. Године 1923. турско становништво је принудно исељено у Турску а на њихово место су насељене грчке избегличке породице, којих је на попису из 1928. године било 778. Село се раније звало Буџак.